# Plastic heroes

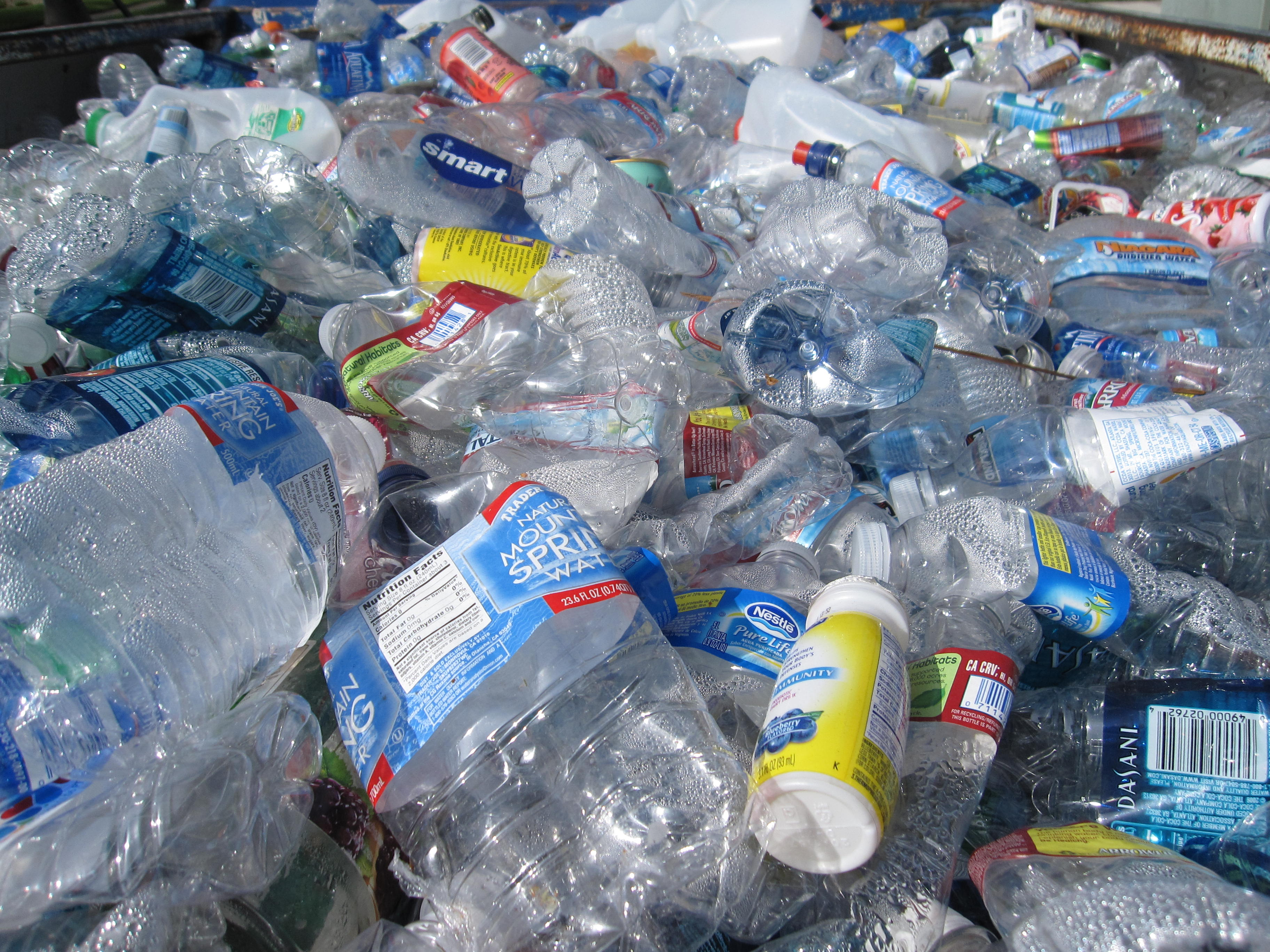
Gesorteerde pet-flessen klaar om te recycleren

Plastic Heroes (plastic helden) was een landelijke Nederlandse campagne van Nedvang, de stichting van verpakkingsproducenten, die burgers moet aanzetten om plastic afval te scheiden van normaal (rest)afval. Het logo van de campagne is een oranje poppetje.
Evenals bij de vorige campagne Nederland Schoon, doet de verpakkingsindustrie met deze campagne een beroep op de consument om het verpakkingsafvalprobleem te verkleinen door middel van het verzamelen en scheiden van plastic afval. In alle Nederlandse gemeenten zijn hiervoor afvalcontainers of inzamelzakken verkrijgbaar die aan huis worden opgehaald.
Het stimuleringsprogramma omvat een lesboek voor basisschoolleerlingen.
Een alternatieve manier om de hoeveelheid plastic verpakkingen (en zwerfafval) terug te dringen is door hergebruik te bevorderen. Dit kan worden gestimuleerd met statiegeld.

## Geschiedenis
Op 1 januari 2006 werd in Nederland, in navolging van Europese regelgeving, het Besluit Verpakkingen van kracht. Hierdoor werden bedrijven verantwoordelijk voor de inzameling en kosten van de recycling van verpakkingsmateriaal. Op 10 november 2005 werd vooruitlopend hierop de Stichting Nedvang opgericht door verpakkingsproducenten en -importeurs. In 2009 startte de stichting met de landelijke campagne Plastic Heroes. In 2013 werd de campagne opnieuw onder de aandacht gebracht.  